# Kia EV4
La Kia EV4 est une compacte électrique du constructeur automobile Sud-coréen Kia produite à partir de 2024 et commercialisée en 2025.

## Présentation
La Kia EV4 est présentée le 24 avril 2024 au salon de l'automobile de New York.